# Lida Abdul
Lida Abdul, geboren als Lida Abdullah (Kabul, 1973), is een Afghaans installatie-, performance- en videokunstenaar en fotografe van Tadzjiekse etniciteit.

## Leven en werk
Tijdens de invasie van het Sovjetleger aan het begin van de Afghaanse Oorlog vluchtte ze op een leeftijd van twaalf jaar met haar gezin naar het buitenland. Als vluchteling woonde ze in Duitsland en India waarna ze zich vestigde in de Verenigde Staten.
Abdul vermengt in haar werk de formele westerse werkwijze met islamische, boeddhistische, hindoeïstische, heidense en nomadische tradities, die samen de Afghaanse kunst en cultuur hebben vormgegeven. Haar werk vermengt ze met politieke en sociale oordelen en vertoont haar strijd tegen de vernietiging van cultureel erfgoed en de rol van vrouwen in de Afghaanse samenleving.
Het werk van Lida Abdul wordt internationaal tentoongesteld, waaronder op de Biënnale van Centraal-Azië van 2004 en de Biënnale van Venetië van 2005 en in verschillende andere musea in Europa, de Verenigde Staten en Azië, en tijdens festivals in Mexico, Spanje, Oezbekistan, Kirgizië en Afghanistan. 
Abdul exposeerde haar werk verscheidene malen in Nederland waaronder in het Museum voor Moderne Kunst Arnhem, Netwerk - Centrum voor Hedendaagse Kunst in Aalst (Oost-Vlaanderen) en Framer Framed in Amsterdam. Op 31 januari 2008 gaf ze een lezing in de Nieuwe Kerk in Amsterdam.
In 2006 ontving ze een Prins Claus Prijs en in 2007 werd haar werk Steenverkopers van Kaboel bekroond met de Visual Arts and Digital Arts Award van de UNESCO, tijdens de achtste Sharjah Biënnale STILL LIFE - Art, Ecology and the Politics of Change. De prijs werd gedeeld met Sloop, braakliggend terrein, lege kavels van de Spaanse beeldend kunstenares Lara Almarcegui.
Ze komt weer geregeld in Afghanistan en doceert in Kaboel. Ook werkt ze aan projecten in verschillende delen van het land waarin ze de relatie onderzoekt tussen architectuur en identiteit.